# Pseudomonas abietaniphila
Espèce
Pseudomonas abietaniphila est une bactérie gram-négative du genre Pseudomonas. Les bacilles sont fins, droits et très mobiles grâce à un flagelle polaire : ciliature monotriche, dépourvus de spores et de capsules. Ils apparaissent la plupart du temps isolés ou en diplobacilles[réf. nécessaire].
Elle peut, dans certaines conditions, être pathogène.

## Étymologie
Le mot est composé des mots grecs ψεῦδος (pseũdos), 'simili' ou 'imitation', et 
μόνας (mónas), 'unité'. On l'a employé dans les débuts de la microbiologie pour désigner les « germes ». abietaniphila est formé de abies (« sapin ») en latin et de phila (« qui aime »), nom donné en raison de la croissance de la bactérie dans le milieu acide de la résine de pin.

## Identification
P.abietaniphila a été isolée pour la première fois en 1999 à l'Université de la Colombie-Britannique à Vancouver (Canada), par William W. Mohn
Elle a été remarquée pour ses capacités à dégrader l'acide déshydroabiétique (colophane).

## Contagion
Cette bactérie semble pouvoir être facilement véhiculée par l'eau, l'air et s'adapte parfaitement dans un milieu acide tel que la résine.

## Publications
- A Novel Aromatic-Ring-Hydroxylating Dioxygenase from the Diterpenoid-Degrading Bacterium Pseudomonas abietaniphila BKME-9

Vincent J. J. Martin, William W. Mohn. Journal of Bacteriology, May 1999, 181 (9) 2675-2682
- Population dynamics and metabolic activity of Pseudomonas abietaniphila BKME-9 within pulp mill wastewater microbial communities assayed by competitive PCR and RT-PCR. Annette F. Muttray Zhontang Yu William W. Mohn. FEMS Microbiology Ecology, Volume 38, Issue 1, December 2001, Pages 21–31, https://doi.org/10.1111/j.1574-6941.2001.tb00878.x

- Kimura, Nobutada & Yamazoe, Atsushi & Hosoyama, Akira & Hirose, Jun & Watanabe, Takahito & Suenaga, Hikaru & Fujihara, Hidehiko & Futagami, Taiki & Goto, Masatoshi & Furukawa, Kensuke. (2015). Draft Genome Sequence of Pseudomonas abietaniphila KF717 (NBRC 110669), Isolated from Biphenyl-Contaminated Soil in Japan. Genome announcements. 3. 10.1128/genomeA.00059-15.

- Smith, Daryl & J J Martin, Vincent & W Mohn, William. (2004). A Cytochrome P450 Involved in the Metabolism of Abietane Diterpenoids by Pseudomonas abietaniphila BKME-9. Journal of bacteriology. 186. 3631-9. 10.1128/JB.186.11.3631-3639.2004.